# Puchar Świata w Rugby 7 (2018)
Puchar Świata w Rugby 7 2018 – siódmy Puchar Świata, turniej o randze mistrzostw świata w rugby 7 rozgrywany co cztery lata, który odbył się w San Francisco w dniach od 20 do 22 lipca 2018 roku. Rywalizowały w nim dwadzieścia cztery drużyny męskie i szesnaście żeńskich. Tytuły mistrzowskie obroniły reprezentacje Nowej Zelandii.

## Wybór organizatora
W związku z przyjęciem rugby siedmioosobowego w poczet sportów olimpijskich, przyszłość Pucharu Świata stanęła pod znakiem zapytania, IRB bowiem przekonywała MKOl, że występ na igrzyskach będzie najważniejszą imprezą sportową w tej dyscyplinie. W marcu 2013 roku pojawiły się jednak informacje o zachowaniu turnieju i dopasowaniu jego terminarza do cyklu olimpijskiego, potwierdzone następnie przez IRB w połowie czerwca tego roku, co oznaczało, że kolejny Puchar Świata odbędzie się w roku 2018 – pięć lat po poprzednim.
Zgodnie z ogłoszonym przez IRB w styczniu 2014 roku harmonogramem wstępne zgłoszenia związków rugby chętnych do zorganizowania turnieju były przyjmowane do 28 lutego, termin na złożenie oficjalnych kandydatur upływał 5 grudnia tego roku, zaś sam gospodarz miał zostać wybrany w maju 2015 roku. Zgłosiło się czternastu kandydatów: Anglia, Fidżi, Francja, Hiszpania, Holandia, Hongkong, Nowa Zelandia, Portugalia, RPA, Szkocja, Singapur, USA, Walia i Zjednoczone Emiraty Arabskie. W połowie maja 2015 roku World Rugby wyznaczyła Stany Zjednoczone na organizatora tego turnieju, a jego rozegranie zostało zaplanowane na dwóch arenach – AT&T Park w San Francisco i Avaya Stadium w San Jose, ostatecznie jednak zawody gościł tylko pierwszy z nich.

## Informacje ogólne
We wrześniu 2016 roku World Rugby zaprezentowała logo zawodów zawierające symbol miasta gospodarza – Golden Gate Bridge – oraz uruchomiła stronę internetową turnieju, jednocześnie przedstawiono schemat kwalifikacji. Oficjalna turniejowa piłka, przygotowana przez firmę Gilbert, została przedstawiona pod koniec lutego 2018 roku.
Sprzedaż biletów została uruchomiona na rok przed rozpoczęciem zawodów – 20 lipca 2017 roku – wcześniejszy dostęp mogły otrzymać osoby, które zapisały się do oficjalnego newslettera zawodów. Już w pierwszych siedmiu dniach sprzedano, w postaci trzydniowych wejściówek, ponad czterdzieści tysięcy biletów dla kibiców z trzydziestu sześciu państw, a ich cena – w zależności od miejsca – mieściła się w przedziale od 134 do 614 USD. Sprzedaż biletów, za minimum 108 USD, uprawniających do wejścia na nienumerowane miejsca w jeden z turniejowych dni rozpoczęła się natomiast w połowie listopada tegoż roku. Na początku maja 2018 roku sprzedaż wejściówek osiągnęła 63 tysiące, jednocześnie rozpoczęto sprzedaż biletów na wszystkie kategorie miejsc.
Organizatorzy szacowali, iż do sprawnego przeprowadzenia zawodów będzie potrzebnych do 1200 ochotników. Uruchomiono także dodatkowe inicjatywy skierowane do młodzieży.
NBC Sports transmitował wszystkie mecze zawodów, łącznie na atenach telewizyjnych zagościło trzydzieści godzin transmisji na żywo, zaś media strumieniowe zanotowały wynik 1,7 miliona minut; była to zatem najbardziej oglądana emisja rugby w USA. Prócz oficjalnej aplikacji turnieju i strony z komentarzem na żywo organizatorzy przygotowali również m.in. możliwość typowania wyników oraz wykorzystali elementy rzeczywistości rozszerzonej i wirtualnej. Uruchomiono także kampanię #BeYourself propagującą czysty sport, zdrowe odżywanie oraz trening, wpisującą się w działającą już inicjatywę Keep Rugby Clean dotyczącą edukacji antydopingowej.

## Uczestnicy
W turnieju uczestniczyło 16 drużyn żeńskich i 24 męskie. Składy zespołów podano dzień przed zawodami.

## Kwalifikacje
Schemat kwalifikacji został opublikowany we wrześniu 2016 roku. Automatyczny awans do turnieju finałowego uzyskali w przypadku mężczyzn ćwierćfinaliści, a wśród kobiet półfinalistki poprzedniego Pucharu Świata. O pozostałe miejsca odbywały się eliminacje oparte na rankingu światowego cyklu oraz regionalne kwalifikacje zaplanowane na okres od czerwca 2017 do kwietnia 2018 roku.

### Mężczyźni
|                           | Afryka                      | Ameryka Południowa | Ameryka Północna/Karaiby | Azja                 | Europa                     | Oceania                             |
| ------------------------- | --------------------------- | ------------------ | ------------------------ | -------------------- | -------------------------- | ----------------------------------- |
| Automatyczna kwalifikacja | - Kenia - Południowa Afryka |                    | - Stany Zjednoczone      |                      | - Anglia - Francja - Walia | - Australia - Fidżi - Nowa Zelandia |
| WRSS (2016/2017)          |                             | - Argentyna        | - Kanada                 |                      | - Szkocja                  | - Samoa                             |
| Regionalne eliminacje     | - Uganda - Zimbabwe         | - Chile - Urugwaj  | - Jamajka                | - Hongkong - Japonia | - Irlandia - Rosja         | - Papua-Nowa Gwinea - Tonga         |

### Kobiety
|                           | Afryka              | Ameryka Południowa | Ameryka Północna/Karaiby     | Azja              | Europa              | Oceania             |
| ------------------------- | ------------------- | ------------------ | ---------------------------- | ----------------- | ------------------- | ------------------- |
| Automatyczna kwalifikacja |                     |                    | - Stany Zjednoczone - Kanada |                   | - Hiszpania         | - Nowa Zelandia     |
| WSS (2016/2017)           |                     |                    |                              |                   | - Francja - Rosja   | - Australia - Fidżi |
| Regionalne eliminacje     | - Południowa Afryka | - Brazylia         | - Meksyk                     | - Chiny - Japonia | - Anglia - Irlandia | - Papua-Nowa Gwinea |

## Zawody
Na początku kwietnia 2017 roku World Rugby ustaliła ramy czasowe turnieju – mecze zostały zaplanowane w dniach od 20 do 22 lipca 2017 roku na mieszczącym czterdzieści dwa tysiące widzów AT&T Park w San Francisco.
Pod koniec lipca 2017 roku przedstawiono nowy format rozgrywania zawodów. W przeciwieństwie do poprzednich edycji turniej miał być rozgrywany jedynie systemem pucharowym. W szesnastozespołowym turnieju kobiet miała zostać rozstawiona czołowa ósemka – automatyczni kwalifikanci z edycji 2013 oraz drużyny, które awansowały poprzez WSS – do których dolosowano by reprezentacje z turniejów regionalnych. Wśród mężczyzn natomiast czołowa ósemka – ćwierćfinaliści PŚ 2013 – znalazłaby się w 1/8 finału, zaś pozostała szesnastka miała zagrać w ośmiu parach w rundzie wstępnej. Pod koniec listopada tego roku ogłoszono jednak, że przy niezmienionym systemie gier zespoły zostaną rozstawione według wyników osiągniętych w światowych cyklach oraz kwalifikacjach do nich. Sam format wywołał mieszane opinie zarówno wśród ekspertów, trenerów i fanów – zarówno przed, jak i po zawodach.
Rozstawienie zespołów ogłoszono w połowie kwietnia 2018 roku – na sto dni przed rozpoczęciem turnieju, zaś szczegółowy rozkład gier na początku maja tegoż roku.
Zawody sędziowało dziewiętnaścioro arbitrów z czternastu krajów.
Dla siedmiu zawodniczek (Beatriz Futuro, Claire Allan, Heather Fisher, Fanny Horta, Zenay Jordaan, Marina Bravo, Bárbara Pla) i sześciu zawodników (James Rodwell, Manoël Dall Igna, Collins Injera, Alatasi Tupou, Scott Riddell, Philip Snyman) był to trzeci turniej finałowy Pucharu Świata.

### Turniej mężczyzn
W zawodach triumfowali All Blacks Sevens w finale pokonując Anglików, brąz przypadł zaś Blitzboks. Nowozelandczycy zostali tym samym pierwszym zespołem w historii, który zdobył Melrose Cup trzykrotnie, oraz pierwszym męskim, który obronił tytuł mistrzowski. Najwięcej punktów zdobył reprezentant Papui-Nowej Gwinei Manu Guise, zaś w klasyfikacji przyłożeń z sześcioma zwyciężyli Joe Ravouvou i Siviwe Soyizwapi.
|  |                   |                   |               |                   |    |        |        |       |
|  | Półfinały         | Półfinały         | Półfinały     |                   |    | Finał  | Finał  | Finał |
|  | Półfinały         | Półfinały         | Półfinały     |                   |    | Finał  | Finał  | Finał |
|  | 22 lipca 2018     |                   |               |                   |    |        |        |       |
|  |                   |                   |               |                   |    |        |        |       |
|  | Południowa Afryka | Południowa Afryka | 7             |                   |    |        |        |       |
|  | Południowa Afryka | Południowa Afryka | 7             | 22 lipca 2018     |    |        |        |       |
|  | Anglia            | Anglia            | 29            |                   |    |        |        |       |
|  | Anglia            | Anglia            | 29            |                   |    | Anglia | Anglia | 12    |
|  | 22 lipca 2018     |                   |               |                   |    | Anglia | Anglia | 12    |
|  |                   |                   | Nowa Zelandia | Nowa Zelandia     | 33 |        |        |       |
|  | Fidżi             | Fidżi             | Nowa Zelandia | Nowa Zelandia     | 33 | 17     |        |       |
|  | Fidżi             | Fidżi             |               |                   |    |        |        |       |
|  | Nowa Zelandia     | Nowa Zelandia     | 22            |                   |    |        |        |       |
|  | Nowa Zelandia     | Nowa Zelandia     | 22            | Mecz o 3. miejsce |    |        |        |       |
|  |                   |                   |               |                   |    |        |        |       |
|  | 22 lipca 2018     |                   |               |                   |    |        |        |       |
|  |                   |                   |               |                   |    |        |        |       |
|  | Południowa Afryka | Południowa Afryka | 24            |                   |    |        |        |       |
|  | Południowa Afryka | Południowa Afryka | 24            |                   |    |        |        |       |
|  | Fidżi             | Fidżi             | 19            |                   |    |        |        |       |
|  | Fidżi             | Fidżi             | 19            |                   |    |        |        |       |

### Turniej kobiet
W zawodach triumfowały Nowozelandki zostając pierwszym zespołem, który obronił tytuł mistrzowski. W finale pokonały znajdujące się po raz pierwszy na tym etapie rozgrywek Francuzki, brąz przypadł zaś Australijkom. Najwięcej punktów zdobyła przedstawicielka mistrzowskiej drużyny Michaela Blyde, która wszystkie punkty zdobyła z dziewięciu przyłożeń zwyciężając również w tej klasyfikacji.
|  |                   |                   |           |                   |   |               |               |       |
|  | Półfinały         | Półfinały         | Półfinały |                   |   | Finał         | Finał         | Finał |
|  | Półfinały         | Półfinały         | Półfinały |                   |   | Finał         | Finał         | Finał |
|  | 21 lipca 2018     |                   |           |                   |   |               |               |       |
|  |                   |                   |           |                   |   |               |               |       |
|  | Nowa Zelandia     | Nowa Zelandia     | 26        |                   |   |               |               |       |
|  | Nowa Zelandia     | Nowa Zelandia     | 26        | 21 lipca 2018     |   |               |               |       |
|  | Stany Zjednoczone | Stany Zjednoczone | 21        |                   |   |               |               |       |
|  | Stany Zjednoczone | Stany Zjednoczone | 21        |                   |   | Nowa Zelandia | Nowa Zelandia | 29    |
|  | 21 lipca 2018     |                   |           |                   |   | Nowa Zelandia | Nowa Zelandia | 29    |
|  |                   |                   | Francja   | Francja           | 0 |               |               |       |
|  | Australia         | Australia         | Francja   | Francja           | 0 | 12            |               |       |
|  | Australia         | Australia         |           |                   |   |               |               |       |
|  | Francja           | Francja           | 19        |                   |   |               |               |       |
|  | Francja           | Francja           | 19        | Mecz o 3. miejsce |   |               |               |       |
|  |                   |                   |           |                   |   |               |               |       |
|  | 21 lipca 2018     |                   |           |                   |   |               |               |       |
|  |                   |                   |           |                   |   |               |               |       |
|  | Stany Zjednoczone | Stany Zjednoczone | 14        |                   |   |               |               |       |
|  | Stany Zjednoczone | Stany Zjednoczone | 14        |                   |   |               |               |       |
|  | Australia         | Australia         | 24        |                   |   |               |               |       |
|  | Australia         | Australia         | 24        |                   |   |               |               |       |

## Medaliści
| Konkurencja      | | | |
| Turniej kobiet   | Nowa ZelandiaRuby Tui Shakira Baker Stacey Waaka Niall Williams Sarah Goss Michaela Blyde Tyla Nathan-Wong Kelly Brazier Gayle Broughton Theresa Fitzpatrick Portia Woodman Tenika WillisonAllan Bunting | FrancjaMarjorie Mayans Anne Cecile Chloe Pelle Carla Neisen Montserrat Amedee Fanny Horta Coralie Bertrand Camille Grassineau Joanna Sainlo Caroline Drouin Shannon Izar Lina GuerinDavid Courteix | AustraliaShannon Parry Sharni Williams Demi Hayes Page McGregor Emma Tonegato Evania Pelite Charlotte Caslick Yasmin Meakes Cassandra Staples Alicia Quirk Emilee Cherry Ellia GreenJohn Manenti |
| Turniej mężczyzn | Nowa ZelandiaScott Curry Tim Mikkelson Trael Joass Joe Ravouvou Dylan Collier Akuila Rokolisoa Salesi Rayasi Andrew Knewstubb Regan Ware Kurt Baker Jona Nareki Sione MoliaClark Laidlaw                 | AngliaRichard de Carpentier Mike Ellery Phil Burgess Dan Norton James Rodwell Tom Mitchell Will Edwards Alex Davis Oliver Lindsay-Hague Ruaridh McConnochie William Muir Harry GloverSimon Amor    | Południowa AfrykaRyan Oosthuizen Philip Snyman Dylan Sage Zain Davids Werner Kok Heino Bezuidenhout Dewald Human Rosko Specman Justin Geduld Selvyn Davids Siviwe Soyizwapi Ruhan NelNeil Powell |

## Partnerzy
- AEG[66]
- PrimeSport[67]
- Tudor[68]
- BLASS Wines[69]
- San Francisco Travel[70]
- UL[71]
- Gilbert[22]
- HSBC[72]